# Záběhlice
Záběhlice – część Pragi. W 2006 zamieszkiwało ją 34 701 mieszkańców.
Na jej terenie znajduje się Cmentarz Záběhlicki.